# Dârlos
Dârlos (en hongrois : Darlac, en allemand : Durles) est une commune du județ de Sibiu en Roumanie.